# GitHub Copilot
GitHub Copilot est une extension d'environnement de développement intégré (IDE) fondée sur l'intelligence artificielle et développée par GitHub et OpenAI pour aider les développeurs en proposant des auto-complétions de code.
Disponible par abonnement pour les développeurs individuels et les entreprises, l'outil a été annoncé pour la première fois le 29 juin 2021 et a notamment été entrainé sur un grand nombre de dépôts publics GitHub.

## Historique
Le 29 juin 2021, GitHub a annoncé GitHub Copilot pour un aperçu technique dans l'environnement de développement Visual Studio Code.
GitHub Copilot a été publié en tant que plugin sur le marché JetBrains le 29 octobre 2021.
GitHub a annoncé la disponibilité de Copilot pour l'IDE Visual Studio le 29 mars 2022.
Le 21 juin 2022, GitHub a annoncé que Copilot n'était plus en « aperçu technique » et est disponible en tant que service par abonnement pour les développeurs individuels.
GitHub Copilot est l'évolution du plugin « Bing Code Search » pour Visual Studio 2013, un projet de Microsoft Research sorti en février 2014. Ce plugin gratuit exploitait diverses sources, notamment MSDN et Stack Overflow, pour fournir des extraits de code adaptés au contexte (renommage de variables) et de haute qualité (exploitation des votes utilisateurs) en réponse à des requêtes en langage naturel.

## Caractéristiques
GitHub Copilot est capable de générer un code de solution lorsqu'on lui fournit un problème de programmation en langage naturel. Il est également capable de décrire un code d'entrée en anglais et de traduire ce code dans un langage de programmation différent.
L'outil inclut des fonctionnalités d'aide au développement, telles que la conversion des commentaires de code en code exécutable et la saisie semi-automatique de morceaux de code, des sections de code répétitives, des méthodes et fonctions entières.
D'après GitHub, la fonctionnalité de saisie semi-automatique de Copilot est précise environ la moitié du temps. En ayant seulement l'en-tête d'une fonction Python, par exemple, Copilot a correctement complété le reste du code de la fonction 43% du temps au premier essai et 57% du temps après dix tentatives.
GitHub indique que les fonctionnalités de Copilot permettent aux développeurs d'utiliser des framework et des langages de programmation inconnus en réduisant le temps passé à lire la documentation.
Le logiciel est gratuit pour les étudiants, les enseignants et les développeurs contribuant à des projets open-source populaires.

## Mise en œuvre
GitHub Copilot est alimenté par Codex d'OpenAI, qui est une version modifiée de GPT-3. Le modèle Codex a en outre été entraîné sur des gigaoctets de code source provenant notamment de dépôts publics GitHub, et faisant intervenir une douzaine de langages de programmation. Cela inclut un ensemble de données filtré de 159 gigaoctets de code Python provenant de 54 millions de dépôts GitHub publics. Le modèle GPT-3 d'Open AI a fait l'objet d'une licence exclusive accordée à Microsoft, la société mère de GitHub.
En novembre 2023, Copilot Chat a été mis à jour pour utiliser le modèle GPT-4 de OpenAI. En 2024, Copilot a commencé à laisser aux utilisateurs le choix du grand modèle de langage utilisé pour la génération, incluant notamment GPT-4o et Claude 3.5.